# Scrierea aztecă
Scrierea aztecă sau scrierea nahuatl este un sistem de scriere pre-columbian pictografic și ideografic cu un număr semnificativ de logograme și grafeme silabice. Această scriere a fost folosită în zona centrală a Mexicului de către populațiile nahua. Majoritatea artefactelor încrustate cu scrierile folosite de azteci au fost arse de împărați azteci sau de conchistadorii spanioli veniți în Mesoamerica. Codicele aztece care au mai rămas și astăzi, ca: Codexul Mendoza, Codexul Borbonicus, sau Codexul Osuna au fost scrise pe piei de animale și fibre vegetale.

## Origini
Sistemul de scriere derivă din sistemele de scriere folosite în zona centrală a Mexicului, la fel ca scrierea zapotecă. Se crede că și scrierea mixtecă descede din scrierea zapotecă. Prima inscripție din statul mexican Oaxaca se crede că ar fi codificată cu scrierea zapotecă, perțial pentru că sufixele îi sunt caracteristice limbii zapotece.

## Structură și utilizare
Caracterele scrierii aztece sunt ideograme și pictograme, fiind formă de protoscriere. Scrierea conține de asemenea caractere silabice și logografice. Nu există un alfabet, dar jocurile de cuvinte contribuie la înregistrarea sunetelor limbii aztece.